# Uapaca kirkiana
Уапака Керка, махобохобо, месуку (Uapaca kirkiana) — вид рослин родини філлантові (Phyllanthaceae).

## Назва
Біномінальну назву отримала на честь натураліста та дослідника Джона Керка (1832—1922). Має численні назви у різних африканських мовах. Ринкова назва — месуку.

## Будова
Вічнозелене дерево зі зворотньояйцеподібним листям. Листки зазвичай злегка закручені у сідлоподібну форму. Квіти одностатеві. Фрукти оранжеві з 40 %-60 % солодкої м'якоті.

## Життєвий цикл
Цвітіння відбувається на піку дощового сезону та подовжується кілька місяців. Запилюється комахами, зокрема бджолами. Фрукти стигнуть 5-8 місяців і достигають на початку наступного дощового сезону. Солодкі фрукти приваблюють птахів та ссавців, які розносять насіння на далекі відстані.

## Поширення та середовище існування
Росте у низовинних лісах в тропічній Африці від Бурунді до Зімбабве та Мозамбіка. Зустрічається на висоті від 500 до 2000 м над рівнем моря з середньою річною температурою 12-29 °C та щорічними опадами 500—2000 мм. Невибаглива рослина може рости на камінні чи гравію.

## Практичне використання
Плоди месуку не лише їстівні, але і мають дуже гарний смак. Вживаються свіжими, або у вигляді льодяників чи джему. В Танзанії з месуку виготовляють солодке пиво. Квіти дають хороший мед. Деревина не шкодиться термітами. Використовується для виготовлення меблів, ложок.